# Bacacheri
O Bacacheri é um bairro do município brasileiro de Curitiba, capital do Paraná. Localiza-se na subprefeitura do Boa Vista, sendo que está situado na região nordeste do município. De acordo com o Instituto Brasileiro de Geografia e Estatística (IBGE), sua população no ano de 2010 era de 23 734 habitantes, cujo valor representava 1,4% do total do município e estava distribuído em uma área de 6,98 km². É famoso por abrigar o Aeroporto de Bacacheri, que realiza vôos domésticos para outros estados brasileiros. 
Os primórdios do bairro estão associados ao estabelecimento, nessa região, da Colônia Argelina de imigrantes, em 1869. A colônia ganhou essa denominação porque a maior parte dos seus membros era formada por franceses oriundos da Argélia, havendo também alemães, suíços, suecos, ingleses e, mais tarde, italianos. O bairro cresceu e se desenvolveu, e isso teve ligação, nos princípios, com o trânsito em direção à estrada da Graciosa, que originou os inúmeros estabelecimentos comerciais e os serviços públicos. O Parque dos Ingleses é atração principal na história do bairro.
No bairro se localiza a Ordem Rosa Cruz e nele o museu egípcio o qual tem objetos da cultura egípcia antiga e uma múmia. Muitas pessoas confundem a Ordem Rosa Cruz com a Maçonaria, porque essas duas sociedades secretas têm filosofias semelhantes.
O bairro é sede de importantes pontos de referência, conforme já citados anteriormente, são eles o Aeroporto do Bacacheri, o Parque General Iberê de Mattos, o Cindacta II e a Ordem Rosa Cruz. As mais importantes vias públicas do bairro são a Avenida Prefeito Erasto Gaertner, a Avenida Francisco Albizu, a Rua Cláudio Chatagnier, a Rua Fagundes Varela, a Rua Paulo Ildefonso Assumpção, a Rua México, a Rua Nicarágua, a Rua Marcelino Nogueira e a Rodovia Régis Bittencourt.

## Etimologia
Segundo o historiador e urbenauta Eduardo Emílio Fenianos (2000, p. 9), da editora UniverCidade, a primeira menção à denominação do bairro Bacacheri se encontra em um documento de 1778, o qual se refere a uma escritura pública de cessão de um terreno na paragem da Vila Velha, no Atuba. Já em 1820, em um registro do naturalista francês Auguste de Saint-Hilaire, se diz o seguinte: “… e parei num pequeno sítio denominado Bacacheri, nome derivado das palavras guaranis vaca e ciri, “vaca que escorregou”.
Segundo o historiador Ermelino de Leão, o termo vem da língua tupi e tem o significado de rio pequeno, em alusão ao rio Bacacheri, que atravessa o bairro. Mas, a história conhecida pela maior parte das pessoas, é uma referência aos imigrantes que chegaram a Curitiba em meados do século XIX. Naquela época, se falavam diversos vernáculos na cidade. Na experiência de adquirir domínio da língua do novo país, esses imigrantes produziram situações irônicas as quais começaram a pertencer ao folclore da cidade. Uma delas relata que um dos antigos imigrantes e colonizadores franceses da região possuía uma vaca de estimação denominada Chèrie (querida, em francês), que, em algum momento, sumiu. O dono partiu em busca de seu animal e teria perguntado a todos caso não tenham avistado sua “Vaca Chèrie”. O sotaque possibilitou que vaca fosse compreendida como “baca” e o “Chèrie” “cheri”, fazendo com que o local fosse chamado o da “baca cheri”, isto é, Bacacheri.
Outra versão, parecida com a primeira, que também envolvia imigrantes, alude ao mesmo animal. Essa versão se refere à denominação do bairro Bacacheri ao apreço de um produtor rural francês por sua vaquinha. Quando se referia ao animal, o homem teria dito minha “baca cherri”. Num linguajar confuso, “baca” significaria “vaca” e “chèrie” é o termo francês que quer dizer “querida”. A combinação de fonemas teria criado o nome Bacacheri.
Essas versões, embora fossem preservadas e passadas de geração em geração, são comprovadas com embasamento em fatos históricos. Em conformidade com a documentação, a denominação Bacacheri foi elaborada quase um século anterior à chegada desses imigrantes e certamente o que deve ter acontecido é uma forma afrancesada de “vacaciri” para Bacacheri, porque os imigrantes franceses colonizaram o bairro.

## História

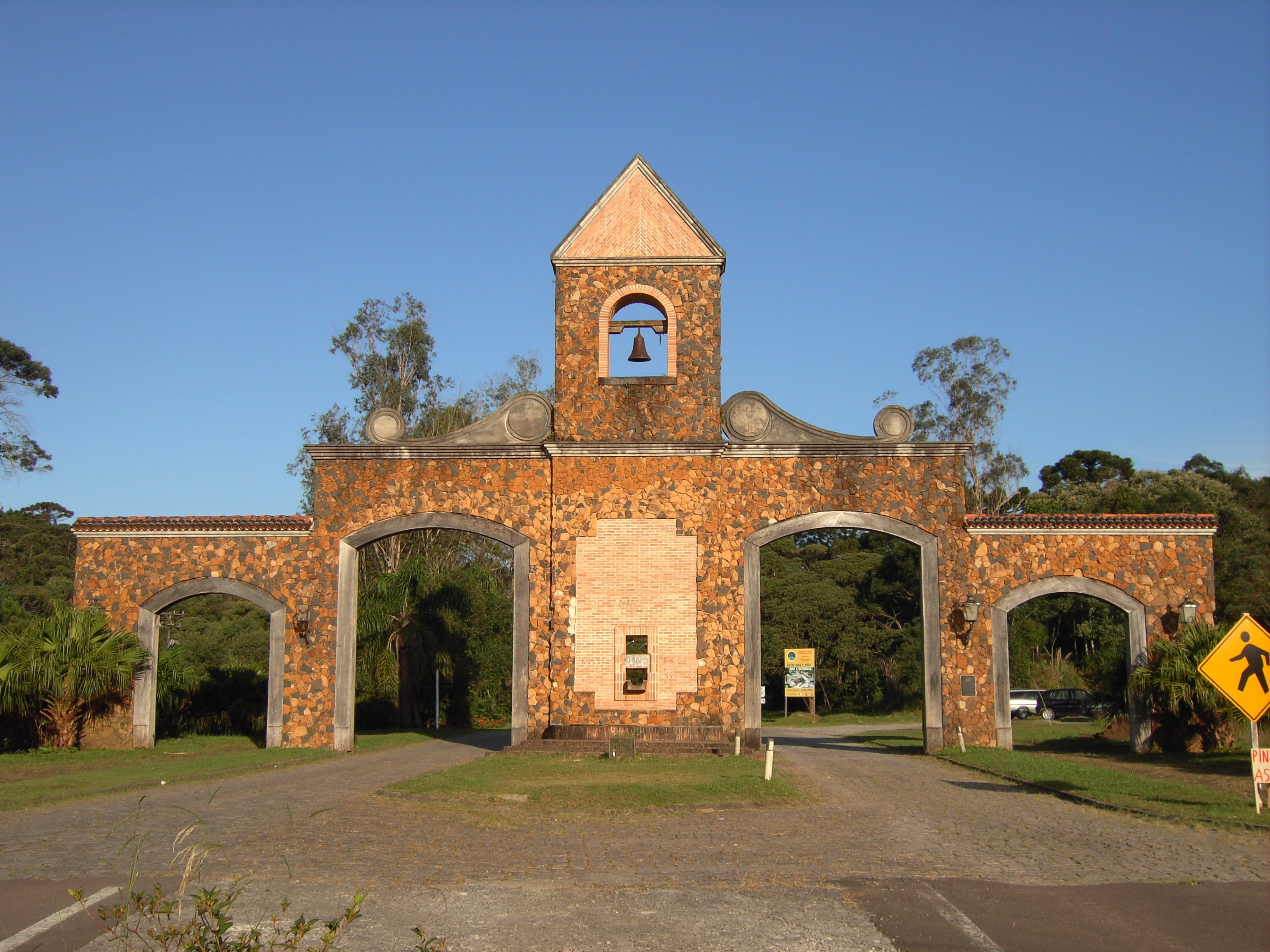
Portal da Estrada da Graciosa.

Conforme o IPPUC (1975), a então estrada da Graciosa (atual avenida Prefeito Erasto Gaertner), tradicional trilha que conectava Curitiba ao litoral do Paraná, já atingia o tradicional Bacacheri no século XVIII. Muitos viajantes trafegavam em direção a Paranaguá, e isso possibilitou a instalação do comércio e de serviços, que conduziu ao crescimento, e o estabelecimento de residentes nessa região. Há uma ata da Câmara Municipal, com data de 1858, que menciona a solicitação de uma área de cinquenta braças de terra no caminho que interliga Bacachery a Cajuru. A estrada da Graciosa passou a receber melhoramentos desde meados do século XIX de maneira a facilitar o tráfego. Os primórdios do bairro estão relacionados com a criação, em 1869, da Colônia Argelina, constituída, em boa parte, por imigrantes franceses oriundos da Argélia, que se estabeleceram perto da estrada da Graciosa. Mas a colônia não se desenvolveu.

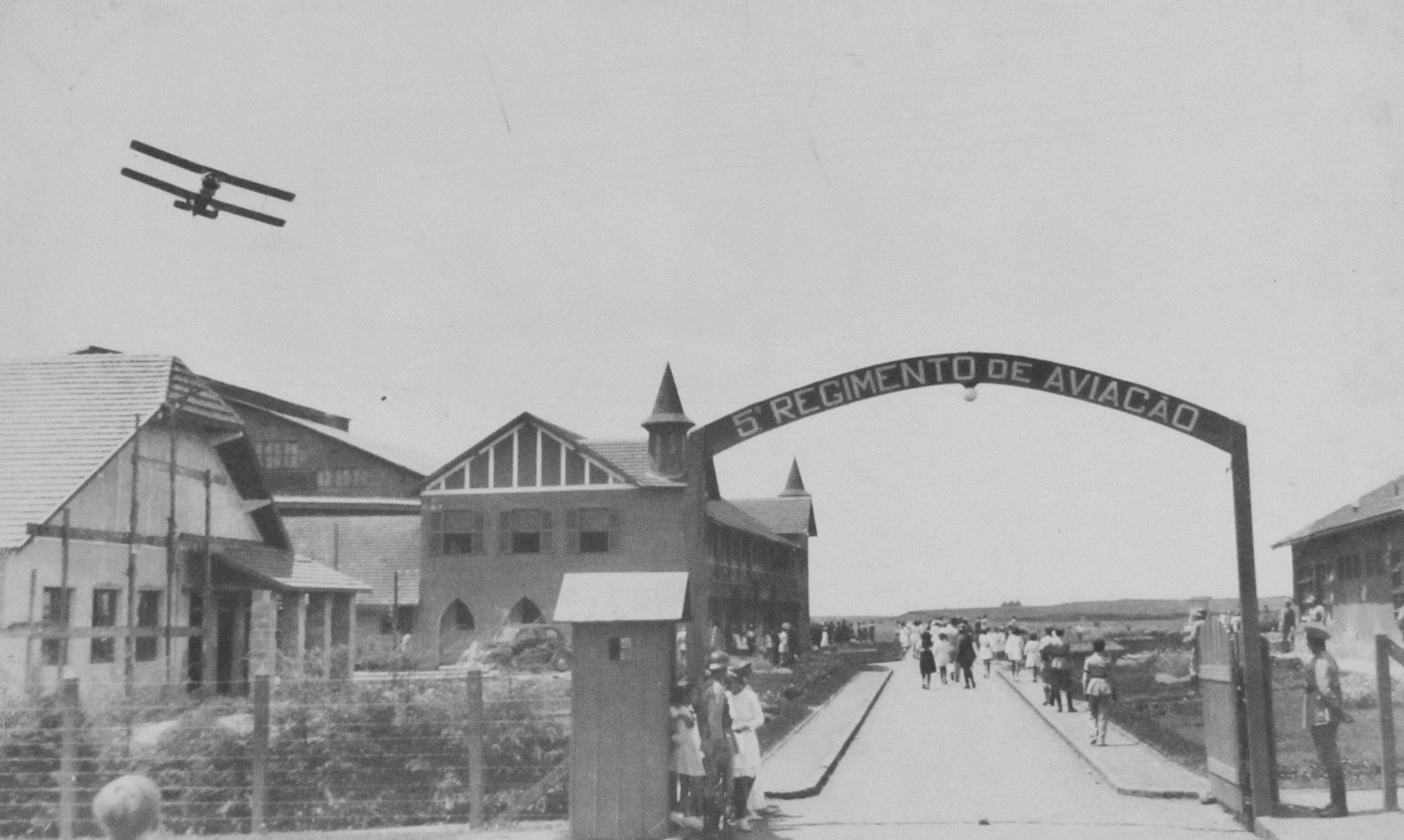
Antigo quartel do 5.° Regimento de Aviação, sede atual do CINDACTA II.

No princípio do século XX, no Bacacheri, prevaleciam chácaras e propriedades rurais conquistadas com a pecuária. Em 1932, foi criado o Aeroclube do Paraná e em 1937, um complexo militar foi erguido para comportar o 5.º Regimento de Aviação, que estava subordinado, nesse momento, ao Ministério da Guerra. Em 1941, foi fundado o Ministério da Aeronáutica e o 5.º Regimento de Aviação se tornou o destacamento da Base Aérea de Curitiba, situado no Bacacheri. Em 1947, o bairro Bacacheri foi demarcado pelo Decreto n.º 175 da prefeitura de Curitiba, com a autorização do Conselho Administrativo do Estado. O tradicional Bacacheri se estendia até a superfície dos atuais bairros Jardim Social e Bairro Alto. Por intervenção de uma lei municipal de número 5541, datada de 1967, foi estabelecido o distrito do Bacacheri.

## Geografia
O Bacacheri é o vigésimo-segundo maior bairro em extensão territorial de Curitiba e está localizado no nordeste do município, mais precisamente na subprefeitura do Boa Vista. A área do bairro, segundo o Instituto de Pesquisa e Planejamento Urbano de Curitiba (IPPUC), é de 6,98 km², 698,10 hectares e 6 981 000 m². Situa-se a 25°24'03" de latitude sul e 49°13'41" de longitude oeste e está a uma distância de 3 140 metros a nordeste do marco zero de Curitiba. Seus bairros limítrofes são Tingui e Santa Cândida, a norte; Jardim Social e Hugo Lange a sul; Bairro Alto a leste; Boa Vista e Cabral, a oeste.

O bairro é demarcado pelo decreto municipal nº 774, de 1975 da seguinte forma: começa no ponto de encontro da Rua Cel. Romão R. O. Branco com a Av. Nossa Sra. da Luz. Continua na Av. Nossa Sra. da Luz, Estrada de Ferro Curitiba - Rio Branco do Sul, Av. Paraná, Ruas Fernando de Noronha, 29 de Junho, Miguel Jorge, rua sem nome, ponto inicial da Avenida Prefeito Erasto Gaertner. final da Av. Monteiro Tourinho paralela ao Rio Bacacheri, rua sem nome do conjunto Solar, Marginal da BR-116, Av. Edegard Stelfeld, Ruas Osório Duque Estrada, Langue de Morretes, Cel. Temístocles de Souza Brasil, Cel. Romão R. O. Branco, até onde começa.

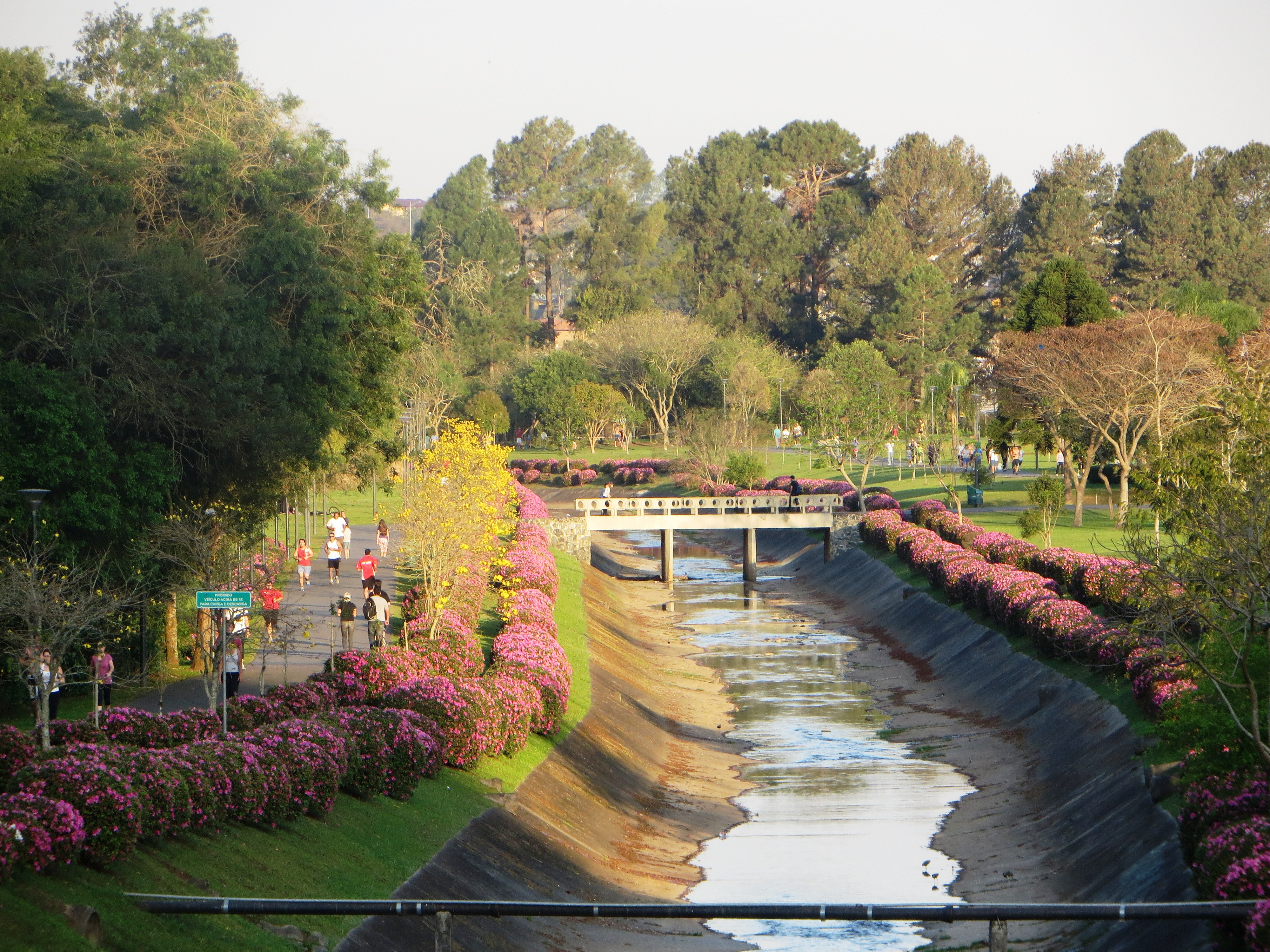
Rio Bacacheri.

No Bacacheri há grande variação de altitude, sendo que o bairro é cercado por altos morros na metade sul, nos extremos norte e leste, e as maiores altitudes estão no extremo oeste. A altitude máxima chega aos 950 metros e a altitude mínima se encontra no Conjunto Residencial Solar, com 895 metros. A leste e norte da localidade passa o Rio Bacacheri, que pertence à Bacia do Atuba-Bacacheri, onde o principal acidente geográfico empresta seu nome ao bairro. O Bacacheri é banhado pelo rio do mesmo nome que nasce no bairro de Cachoeira e desagua no Rio Atuba. Passando por vários outros bairros de Curitiba, como o Tarumã, o Bairro Alto, o Tingui, o Boa Vista, o Santa Cândida, o Barreirinha e o Cachoeira. Os afluentes do rio Bacacheri existentes no território do bairro do mesmo nome são o Córrego Duque de Caxias, o Córrego do Material Bélico e o Rio Tarumã. Atualmente o rio Bacacheri sofre com muitos resíduos, na maioria de origem residencial. Exemplificando, no ano de 2007 se realizaram três limpezas no rio Bacacheri e se retiraram ao todo 1500 quilos de resíduos, entre os mais importantes: sacolas plásticas, madeira, embalagens, garrafas pet, resto de comida, etc.

## Demografia

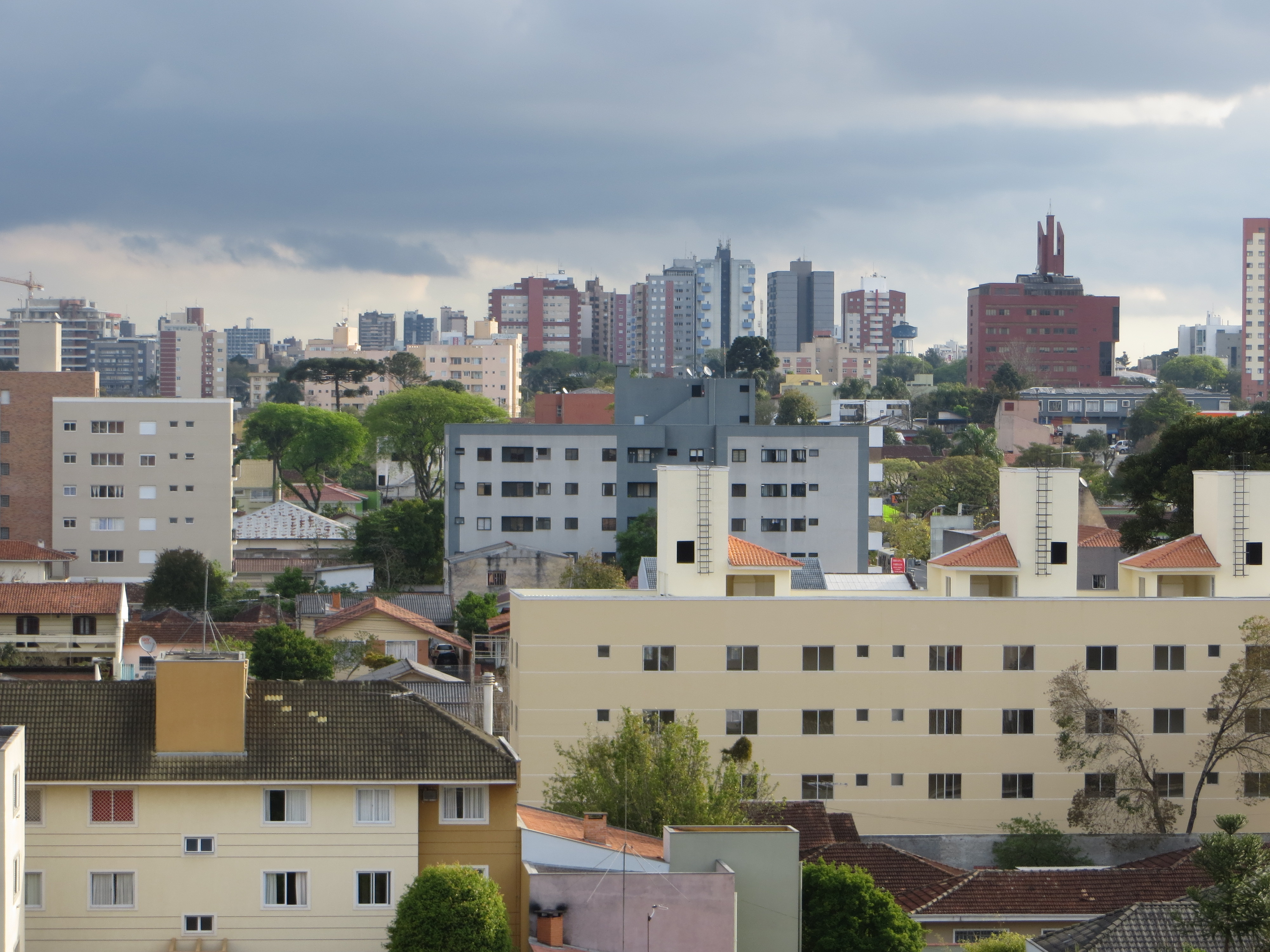
Vista parcial do Bairro Bacacheri com a zona residencial.

Em 2010, a população do bairro foi contada pelo Instituto Brasileiro de Geografia e Estatística (IBGE) em 23 734 habitantes, sendo comparável a cidades paranaenses como Itaperuçu, Cambará, Piraí do Sul, Santa Helena e Ortigueira. Dentre os 75 bairros que Curitiba se subdivide, o Bacacheri não estava sequer entre os 10 mais populosos, englobando 1,46% da população municipal. A área ocupada pelo Bacacheri era de 6,98 km², sendo então a densidade demográfica de 33,10 habitantes por km².
Dos 23 734 habitantes, 11 032 eram homens (46,5% do total) e 12 702 mulheres (53,5%). A razão de sexo era de 86,85. Dentre os homens, a faixa etária predominante era a de pessoas que tinham entre 25 e 29 anos, que envolvia 4,2% do total. Entre as mulheres esta também é a que predomina, reunindo 4,58% do total da população do sexo feminino. Ainda segundo o IBGE, no ano de 2010 havia no total 9 126 domicílios.

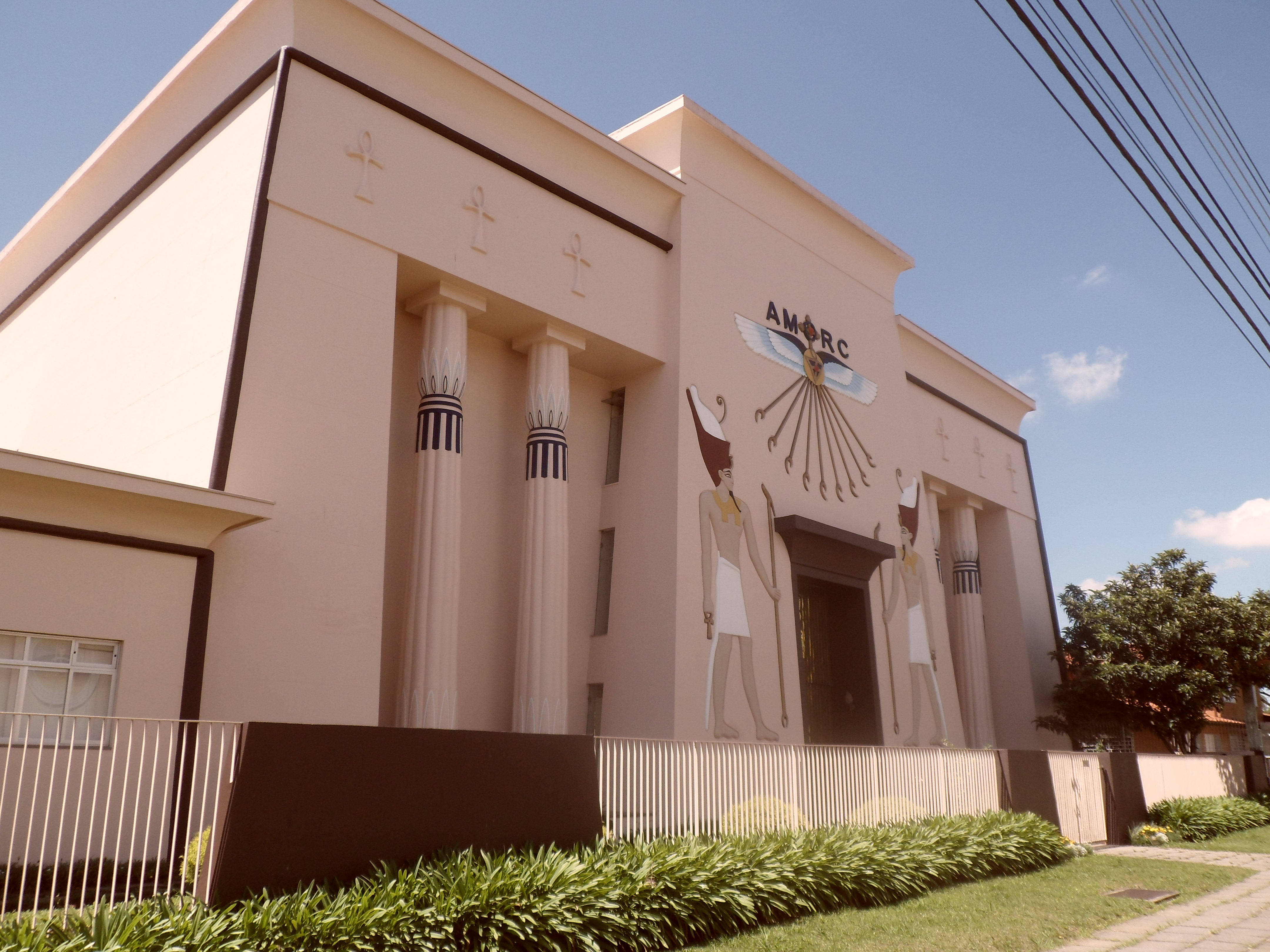
Sede da Grande Loja de Jurisdição de Língua Portuguesa da AMORC.

Segundo divisão feita pela Igreja Católica, o bairro, assim como o distrito e município, está situado na Arquidiocese de Curitiba. Curitiba é a sede da arquidiocese do mesmo nome, que compreende outros onze municípios e 136 paróquias. O Bacacheri é atendido por três paróquias e um santuário: a Paróquia de São Pedro e São Paulo, no Tingüi; a Paróquia de Santo Antônio, no Boa Vista; a Paróquia do Senhor Bom Jesus, no Cabral; e o Santuário Nossa Senhora da Salette, no Jardim Social.
Também há os mais diversos credos protestantes, reformados e outros, como a Antiga e Mística Ordem Rosae Crucis, o Espiritismo, a Igreja Congregacional, a Igreja Messiânica Mundial, a Seicho-No-Ie, a Igreja Evangélica Avivamento Bíblico, a Igreja do Evangelho Quadrangular, a Igreja Presbiteriana Independente, a Igreja Batista, e a Igreja Metodista, entre outras. Existem ainda cristãos de várias outras denominações, tais como as Testemunhas de Jeová e os membros de A Igreja de Jesus Cristo dos Santos dos Últimos Dias, também conhecida como Igreja Mórmon.

## Infraestrutura

### Saúde e educação

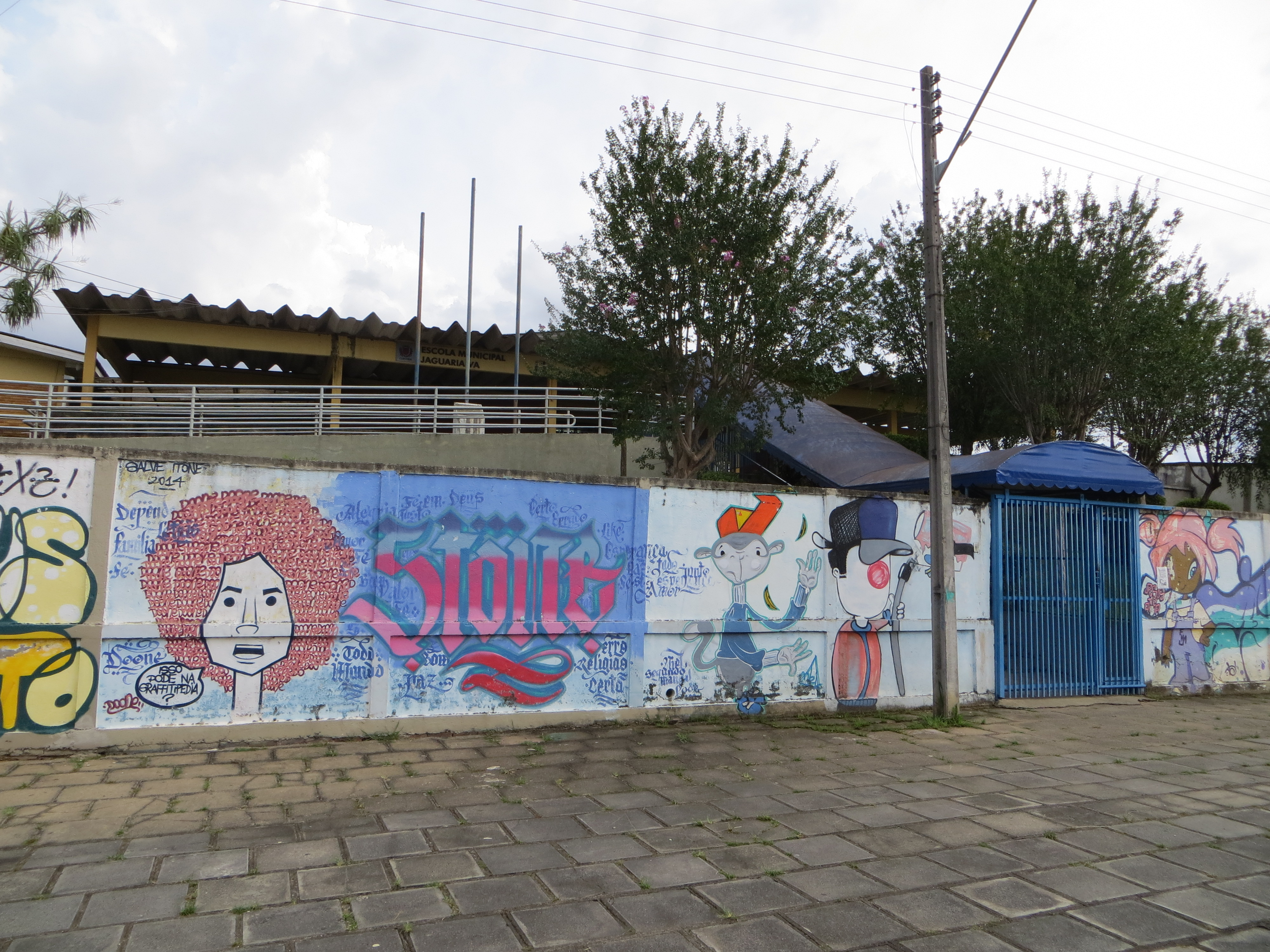
Escola Municipal Jaguariaíva, localizada no Conjunto Residencial Solar.

Não há nenhum hospital localizado no bairro, existindo apenas cinco unidades de saúde, dentre as quais podemos citar a Unidade Municipal de Saúde do Bacacheri e a Unidade de Saúde Boa Vista, assim como todas as existentes em todo o município de Curitiba, são administradas pela Secretaria Municipal de Saúde (SMS), oferecendo atendimentos e consultas básicas à população e serviços de enfermagem, além de servirem como posto de vacina durante campanhas de vacinação. Eventualmente as unidades organizam palestras e campanhas educativas com foco à área da saúde. Na área da educação, o bairro conta com apenas cinco instituições de ensino: um colégio público estadual, um colégio particular, uma escola pública estadual e duas escolas municipais: o Colégio Estadual Leôncio Correia, o Colégio Nossa Senhora do Rosário, a Escola Municipal Jaguariaíva e a Escola Municipal Eny Caldeira.

### Serviços, comunicações e segurança pública

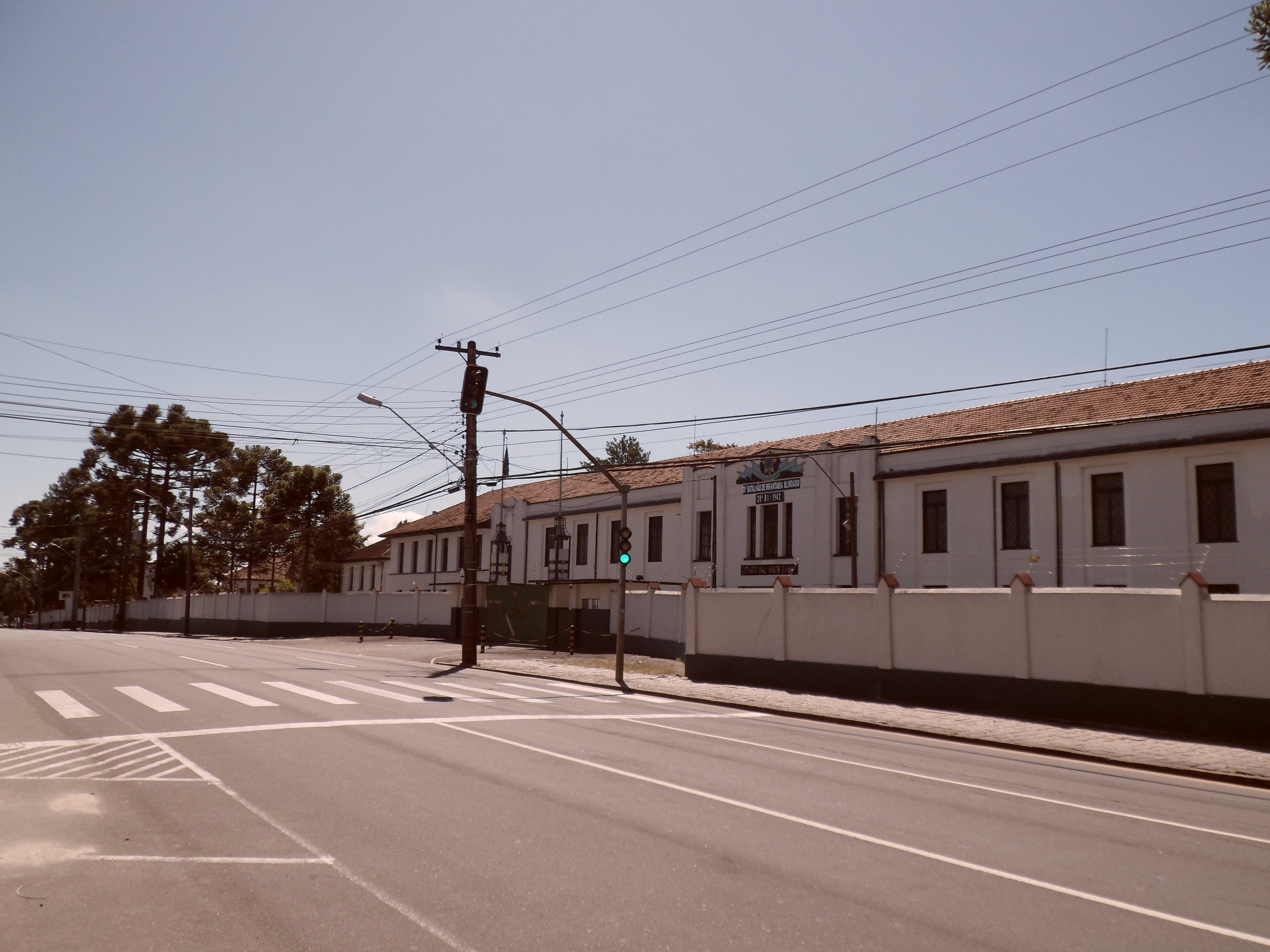
20º Batalhão de Infantaria Blindado.

O Bacacheri está a cerca de 7 km da sede da 3ª Companhia do 20º Batalhão de Polícia Militar, localizada no Bairro Alto, que é subordinada ao 1° CRPM, sede da Polícia Militar do Paraná. O bairro conta com importantes unidades do Exército Brasileiro e da Força Aérea Brasileira como o 20º Batalhão de Infantaria Blindado, o Cindacta II e o Parque Regional de Manutenção da 5ª Região Militar.
O serviço de abastecimento de água é feito pela Companhia de Saneamento do Paraná (Sanepar). Já o serviço de abastecimento de energia elétrica é feito pela Companhia Paranaense de Energia (Copel). O código de área (DDD) do bairro e de Curitiba é 041 e o Código de Endereçamento Postal (CEP) vai de 82510-000 a 82600-360. No Bacacheri está situada uma das várias agências da Empresa Brasileira de Correios e Telégrafos de Curitiba, que localiza-se na Rua Holanda e atende ainda a bairros próximos, como o Bairro Alto, o Cabral e o Boa Vista. Também há disponibilidade de acesso à internet por uma rede com tecnologia wireless (sem fio).

### Transporte

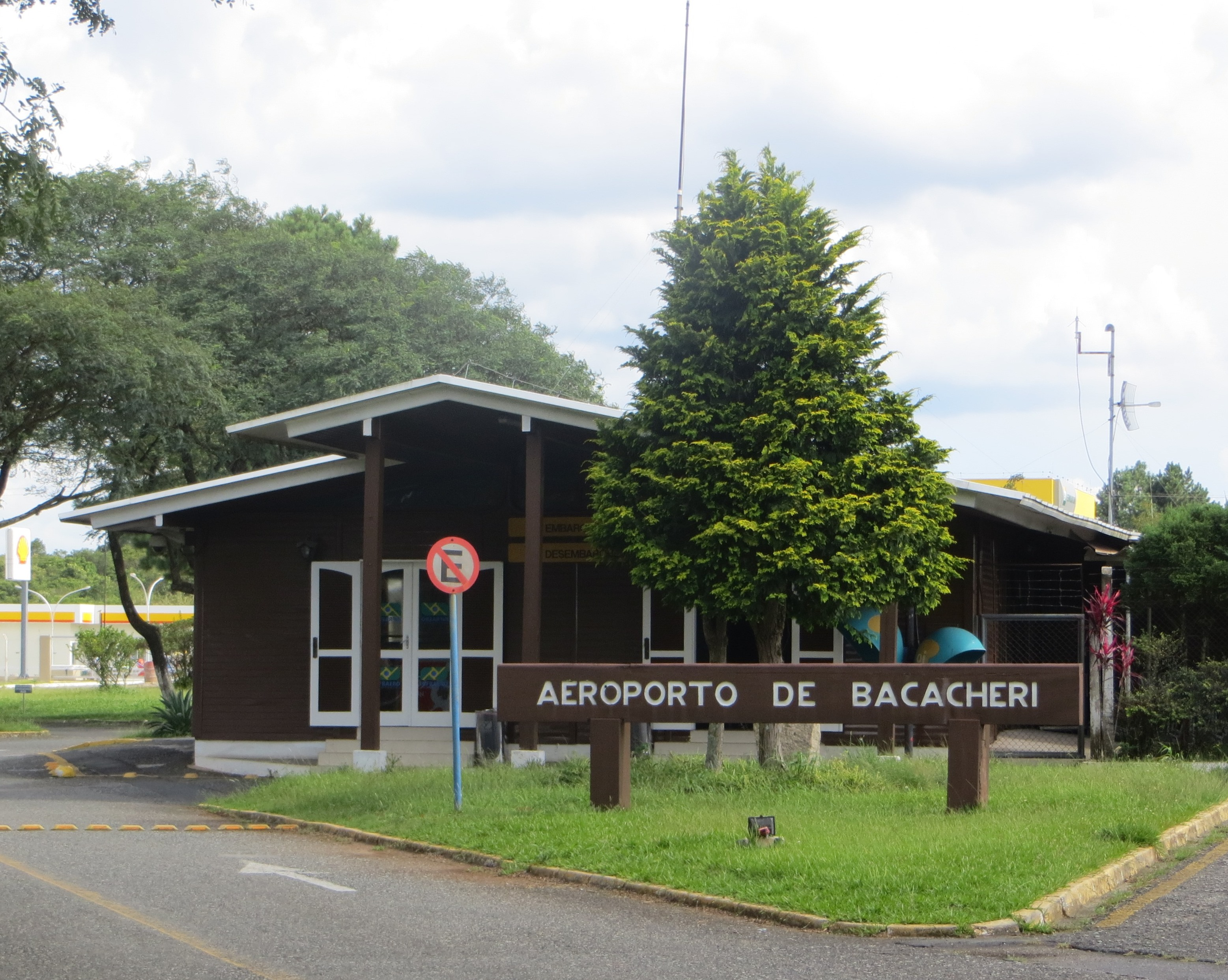
Sede do Aeroporto de Bacacheri.

O Bacacheri ou mesmo a subprefeitura Boa Vista conta com o Aeroporto do Bacacheri, que atende a movimentação de pequenas e médias aeronaves e está localizado a 8 km do centro da capital. No início da década de 1930, no bairro curitibano do Bacacheri foi estabelecida uma base área para aviação militar, utilizando a área do antigo Colégio Agrícola Estadual (onde era situado em Curitiba na época), que já possuía uma pista para pouso e decolagens de aeronaves. Em 1942, passou a ser integrado como propriedade do Ministério da Aeronáutica. Em 31 de março de 1980, devido a ampla utilização por aeronaves civis, a administração da Base Aérea do Bacacheri passou a ser de responsabilidade da Infraero, e partir de então recebeu o nome atual.
Por meio de vias de transporte o bairro conecta-se com a Avenida Paraná, a Avenida Prefeito Erasto Gaertner, a Avenida Francisco Albizu, a Rua Cláudio Chatagnier, a Rua Fagundes Varela, a Rua Paulo Ildefonso Assumpção, a Rua México, a Rua Nicarágua, a Rua Marcelino Nogueira e a BR-116. O transporte coletivo do município e do bairro é feito pela Rede Integrada de Transporte. Há no bairro, ao longo da Avenida Paraná, cinco estações tubo a saber: Estação Tubo Fernando de Noronha, Estação Tubo Antônio Lago, Estação Tubo Boa Vista, Estação Tubo Gago Coutinho e Estação Tubo Holanda.

## Cultura, turismo e lazer
Os principais pontos turísticos do bairro são o Cindacta II, o Aeroporto do Bacacheri, a Antiga e Mística Ordem Rosae Crucis e o Parque Bacacheri.

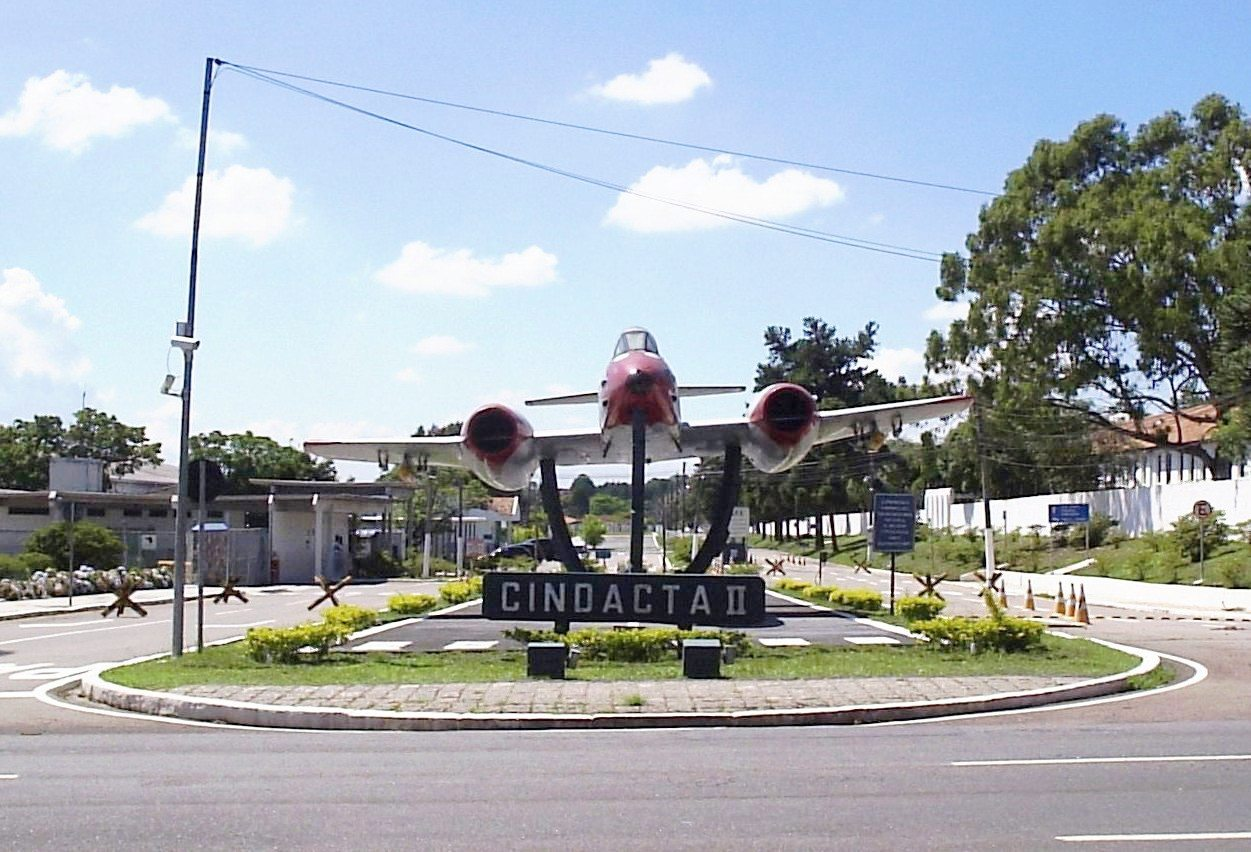
Sede do Cindacta II em Curitiba, capital do estado brasileiro do Paraná.

O CINDACTA II tem como área de atuação os estados do Rio Grande do Sul, Paraná, Santa Catarina, Mato Grosso do Sul e partes de São Paulo. Para se ter uma ideia, os Centros Integrados de Defesa Aérea e Controle de Tráfego Aéreo (CINDACTA) são unidades que executam atividades de controle do tráfego aéreo comercial e militar, vigilância do espaço aéreo e comando das ações de defesa aérea no Brasil.
O Aeroporto do Bacacheri atende a movimentação de pequenas e médias aeronaves e está localizado a 7 km do centro da capital. No início da década de 1930, no bairro curitibano do Bacacheri foi estabelecido uma base área para aviação militar, utilizando a área do antigo Colégio Agrícola Estadual (onde era situado em Curitiba na época), que já possuía uma pista para pouso e decolagens de aeronaves. Em 1942, passou a ser integrado como propriedade do Ministério da Aeronáutica. Em 31 de março de 1980, devido a ampla utilização por aeronaves civis, a administração da Base Aérea do Bacacheri passou a ser de responsabilidade da Infraero, sendo a partir de então a receber o nome atual.

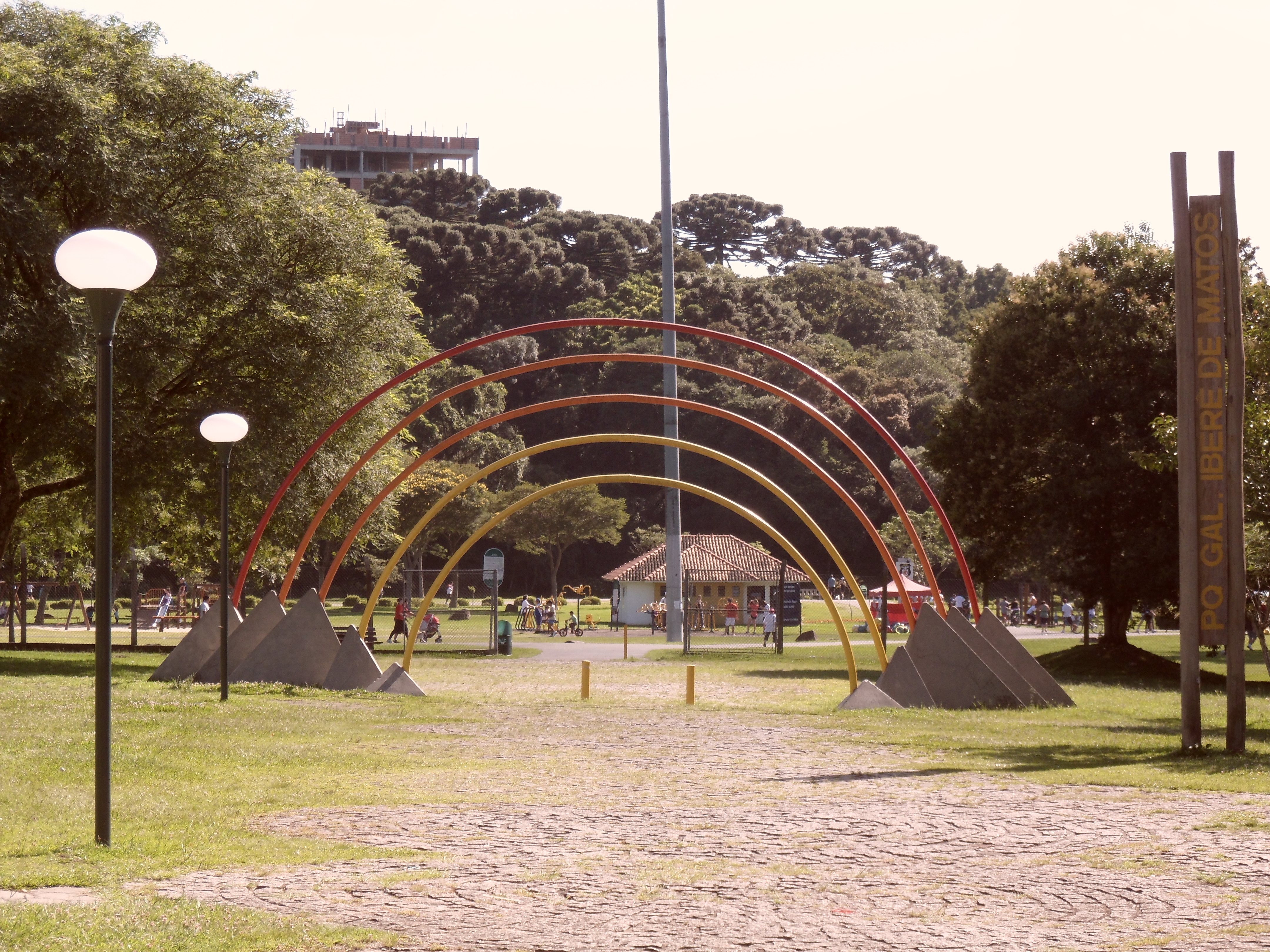
Portal do Parque Bacacheri.

A atual GLP nasceu com o nome de Grande Loja do Brasil (GLB) em 1956 no Rio de Janeiro. Após oito anos, em 1964, ela foi transferida para Curitiba, quando foi construída a sua sede própria. A loja se divide em várias partes além do templo, tais como: Prédio da Administração da GLP; Museu Egípcio e Rosacruz; Templo Rosacruz e Heptada Martinista com o Portal de Aquenáton ao centro; Auditório Harvey Spencer Lewis; Biblioteca Alexandria; Espaço de Arte Francis Bacon; Memorial no Bosque Rosacruz; Morada do Silêncio, Chaminé da Serra (Serra do Mar).
O Parque Bacacheri tem uma área de com 152 mil m2 e é a principal referência do bairro (de mesmo nome) que é considerado um dos mais antigos da cidade e que já foi uma colônia de franceses (originários da Argélia) com o nome de Colônia Argelina. Até meados do século XX o local era chamado de Tanque do Bacacheri, pois ali era formado um pequeno lago em meio ao percurso do Rio Bacacheri. Com algumas reformas e a implantação de melhorias, a prefeitura inaugurou, em 1988, o Parque General Iberê de Mattos que anos mais tarde ganhou um nome de referência que é mais conhecido que a denominação oficial: Parque Bacacheri. Com uma infraestrutura de recreação e lazer para os moradores locais e turistas, o parque oferece desde pista de caminhada até canchas de volei e futebol de areia, contando, também, com lanchonetes, bica d'água, lago, churrasqueiras e playground.